# The Maid Freed from the Gallows
«The Maid Freed from the Gallows» (с англ. — «Девушка, спасённая из петли»; Child 95, Roud 144) — народная баллада общеевропейского происхождения. Фрэнсис Джеймс Чайлд в своём собрании приводит одиннадцать её вариантов. Подобная история известна во многих странах в виде народных песен и сказок. Среди современных музыкальных адаптаций одна из наиболее известных, под названием «Gallows Pole», вышла в 1970 году на альбоме Led Zeppelin III.

## Сюжет
Девушка, готовясь быть повешенной, просит исполнителя своей казни помедлить, поскольку надеется, что кто-то из родных выкупит её жизнь. Однако ни отец, ни брат, ни другие члены семьи не могут или не желают этого делать. Наконец, возлюбленный девушки спасает её. В двух версиях история принимает оборот, сходный с сюжетом баллады «Mary Hamilton» (Child 174). Один вариант (фрагмент) стал детской считалкой. Ещё в двух история перекликается с народной сказкой с аналогичным сюжетом под названием «The Golden Ball»: героиня теряет доверенный ей золотой ключ или золотой шар, что и приводит её в опасную ситуацию.
Чайлд полагает, что все английские варианты являются сильно урезанными и искажёнными, сохранив из фабулы только обмен репликами, и приводит подробный обзор аналогичных историй из других стран. Лучшей из них он считает сицилийскую балладу «Scibilia Nobili». В ней выкуп требуют похитившие девушку корсары. В испанских «la Donzela», «Lo Reseat» и «La Cautiva» это простые моряки, в фарерской «Frísa Vísa» и пересказанной исландской балладе действуют фризские пираты. Шведская «Den Bortsålda» аналогична двум вышеназванным, за исключением первой строфы, где рассказывается, что девушка была продана родителями за кусок хлеба. Дальше раскрывается абсурдность такого введения, поскольку её семья на деле оказывается весьма зажиточной, а в одной из версий отец даже назван королём. Подобные истории отмечены также в Дании, Эстонии, Финляндии. В историях на русском, украинском и словенском языках юноша и девушка меняются ролями.